# Federica Prai
Federica Prai (n. Ciudad de Santa Fe, Provincia de Santa Fe, Argentina, 1 de junio de 2004) es una futbolista argentina que juega como arquera en el Club Atlético Unión de la Primera División de la Liga Santafesina.

## Trayectoria
Prai empezó joven en la práctica del fútbol en la Universidad Nacional del Litoral, después pasaría al club Unión donde saldría campeona en múltiples ocasiones, en el año 2019 haría una prueba para la Selección femenina de fútbol de Argentina donde después de una buena actuación lograría ser llamada para la selección sub-17.

## Clubes
| Club             | País      | Año           |
| ---------------- | --------- | ------------- |
| U. N. L.         | Argentina | 2016-2017     |
| Unión (Santa Fe) | Argentina | 2018-presente |

### Estadísticas
- Actualizado al 18 de abril de 2021

| Club | Div.                | Temporada           | Liga Regional(1)                            | Liga Regional(1)                            | Liga Regional(1)                            | Copa Provincial(2)                          | Copa Provincial(2)                          | Copa Provincial(2)                          | Liga Nacional(3)                            | Liga Nacional(3)                            | Liga Nacional(3)                            | Copa Nacional(4)                            | Copa Nacional(4)                            | Copa Nacional(4)                            | Copa Internacional(5)                       | Copa Internacional(5)                       | Copa Internacional(5)                       | Total                                       | Total                                       | Total                                       |                                             |
| Club | Div.                | Temporada           | Part.                                       | GR                                          | VI                                          | Part.                                       | GR                                          | VI                                          | Part.                                       | GR                                          | VI                                          | Part.                                       | GR                                          | VI                                          | Part.                                       | GR                                          | VI                                          | Part.                                       | GR                                          | VI                                          |                                             |
| --- | ------------------- | ------------------- | ------------------------------------------- | ------------------------------------------- | ------------------------------------------- | ------------------------------------------- | ------------------------------------------- | ------------------------------------------- | ------------------------------------------- | ------------------------------------------- | ------------------------------------------- | ------------------------------------------- | ------------------------------------------- | ------------------------------------------- | ------------------------------------------- | ------------------------------------------- | ------------------------------------------- | ------------------------------------------- | ------------------------------------------- | ------------------------------------------- | ------------------------------------------- |
| U. N. L. Argentina | 1.ª                 |                     |                                             |                                             |                                             |                                             |                                             |                                             |                                             |                                             |                                             |                                             |                                             |                                             |                                             |                                             |                                             |                                             |                                             |                                             |                                             |
| U. N. L. Argentina | 1.ª                 | 2017                | 0                                           | 0                                           | 0                                           | -                                           | -                                           | -                                           | -                                           | -                                           | -                                           | -                                           | -                                           | -                                           | -                                           | -                                           | -                                           | 0                                           | 0                                           | 0                                           |                                             |
| U. N. L. Argentina | Total               | Total               | 0                                           | 0                                           | 0                                           | -                                           | -                                           | -                                           | -                                           | -                                           | -                                           | -                                           | -                                           | -                                           | -                                           | -                                           | -                                           | 0                                           | 0                                           | 0                                           |                                             |
| Unión Argentina | 1.ª                 |                     |                                             |                                             |                                             |                                             |                                             |                                             |                                             |                                             |                                             |                                             |                                             |                                             |                                             |                                             |                                             |                                             |                                             |                                             |                                             |
| Unión Argentina | 1.ª                 | 2018                | 0                                           | 0                                           | 0                                           | -                                           | -                                           | -                                           | -                                           | -                                           | -                                           | -                                           | -                                           | -                                           | -                                           | -                                           | -                                           | 0                                           | 0                                           | 0                                           |                                             |
| Unión Argentina | 1.ª                 | 2019                | 0                                           | 0                                           | 0                                           | 0                                           | 0                                           | 0                                           | -                                           | -                                           | -                                           | -                                           | -                                           | -                                           | -                                           | -                                           | -                                           | 0                                           | 0                                           | 0                                           |                                             |
| Unión Argentina | 1.ª                 | 2020                | Suspendido debido a la Pandemia de COVID-19 | Suspendido debido a la Pandemia de COVID-19 | Suspendido debido a la Pandemia de COVID-19 | Suspendido debido a la Pandemia de COVID-19 | Suspendido debido a la Pandemia de COVID-19 | Suspendido debido a la Pandemia de COVID-19 | Suspendido debido a la Pandemia de COVID-19 | Suspendido debido a la Pandemia de COVID-19 | Suspendido debido a la Pandemia de COVID-19 | Suspendido debido a la Pandemia de COVID-19 | Suspendido debido a la Pandemia de COVID-19 | Suspendido debido a la Pandemia de COVID-19 | Suspendido debido a la Pandemia de COVID-19 | Suspendido debido a la Pandemia de COVID-19 | Suspendido debido a la Pandemia de COVID-19 | Suspendido debido a la Pandemia de COVID-19 | Suspendido debido a la Pandemia de COVID-19 | Suspendido debido a la Pandemia de COVID-19 | Suspendido debido a la Pandemia de COVID-19 |
| Unión Argentina | 1.ª                 | 2021                | 0                                           | 0                                           | 0                                           | -                                           | -                                           | -                                           | -                                           | -                                           | -                                           | -                                           | -                                           | -                                           | -                                           | -                                           | -                                           | 0                                           | 0                                           | 0                                           |                                             |
| Unión Argentina | Total               | Total               | 0                                           | 0                                           | 0                                           | 0                                           | 0                                           | 0                                           | -                                           | -                                           | -                                           | -                                           | -                                           | -                                           | -                                           | -                                           | -                                           | 0                                           | 0                                           | 0                                           |                                             |
| Total en su carrera | Total en su carrera | Total en su carrera | 0                                           | 0                                           | 0                                           | 0                                           | 0                                           | 0                                           | 0                                           | 0                                           | 0                                           | 0                                           | 0                                           | 0                                           | 0                                           | 0                                           | 0                                           | 0                                           | 0                                           | 0                                           |                                             |
| (1) Incluye Liga Santafesina (Debido a la poca información que hay algunos datos pueden estar erróneos) (2) Incluye Copa Santa Fe (3) Incluye Campeonato Argentino (4) Incluye Copa Federal (5) Incluye Copa Libertadores |                     |                     |                                             |                                             |                                             |                                             |                                             |                                             |                                             |                                             |                                             |                                             |                                             |                                             |                                             |                                             |                                             |                                             |                                             |                                             |                                             |

## Palmarés

### Campeonatos regionales
| Título   | Club             | País      | Año  |
| -------- | ---------------- | --------- | ---- |
| Apertura | Unión (Santa Fe) | Argentina | 2018 |
| Apertura | Unión (Santa Fe) | Argentina | 2019 |
| Apertura | Unión (Santa Fe) | Argentina | 2021 |

### Campeonatos provinciales
| Título        | Club             | País      | Año  |
| ------------- | ---------------- | --------- | ---- |
| Copa Santa Fe | Unión (Santa Fe) | Argentina | 2019 |

### Otros logros
| Título            | Club             | País      | Año  |
| ----------------- | ---------------- | --------- | ---- |
| Torneo de Reserva | Unión (Santa Fe) | Argentina | 2019 |